# 仁比山地蔵院
仁比山地蔵院（にいやまじぞういん）は、佐賀県神埼市神埼町的（いくわ）にある天台宗の寺院。本尊は千手観音（千手千眼観世音菩薩）。

## 仁比山護国寺および地蔵院の歴史
かつて仁比山には三十六坊と号される寺院群があって、仁比山護国寺（にいやまごこくじ、または にひざんごこくじ）と総称し、明治以前まで山王日吉宮（現・仁比山神社）の神宮寺であった。地蔵院は、三十六坊のひとつであり、かつ同坊の不動院（ふどういん）の子院（末寺）であったが、現在は唯一残り諸仏像を継承する。
仁比山護国寺は伝承によれば天平元年、聖武天皇の勅願により行基が創建したとされる。また由緒書によると仁明天皇の承和11年、唐より帰朝した円仁（慈覚大師、794年 - 864年）は、この仁比山で一千座の護摩を修めた。修法のため、円仁は閼伽井（あかい）を掘り、明星水と名付け、その時、土の中から日吉宮と書かれた額を掘り出し、天皇に奏上。仁明天皇の「仁」と比叡山の「比」とを合わせて「仁比山」の称号を賜ったという。なお、山王日吉宮はこのとき日吉宮の分神を合祀している。同社が仁比山神社に改称したのは明治時代。
三十六坊としては不動院や地蔵院の他に、（地蔵院の）水上坊、成善坊、吉祥院（きっしょういん）、法音院、（法音院の）成道坊、宝林坊、円頓坊、妙覚院などの名が文書や碑文に残る。不動院は仁比山護国寺一山の塔頭で、山王日吉宮の別当職も務めていた。
戦国時代には数度の兵火にかかっており、永禄2年（1559年）には大友宗麟の兵により山王日吉宮とともに焼失した。江戸初期に鍋島藩藩祖直茂・初代藩主勝茂により再建されていて、仁王門もこの頃の作と推定される。江戸期の寺社領記には、仁比山護国寺水上坊不動院が地米38石余、仁比山吉祥院が御蔵米30石を有した記録がある。明治4年（1871年）に神仏分離令により山王日吉宮（日吉神社）と分離した際、不動院と吉祥院が廃され、地蔵院のみが存続となる。
その後、伊丹弥太郎の案により旧不動院を含む地蔵院の土地と伊丹家が所有していた吉祥院の跡地を交換することとなった。地蔵院は吉祥院跡に移る一方、伊丹は不動院・地蔵院跡に別邸・庭園を9年かけて築造、後の九年庵となる。作庭の際には、残されていた石灯籠などが利用された。
観音霊場の九州西国三十三箇所二十番札所となっている。

## 仏像・文化財

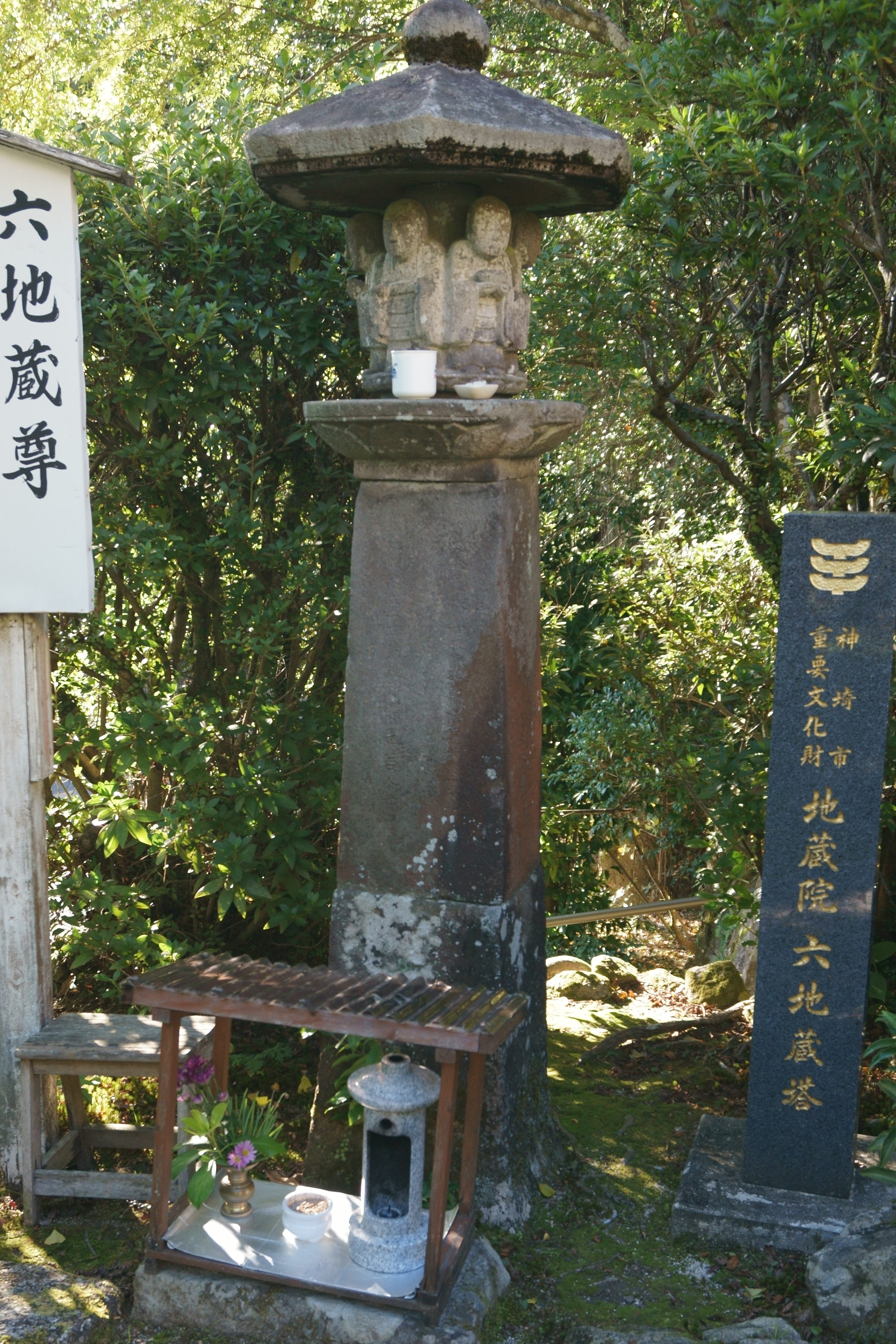
六地蔵塔

- 千手観音像（千手千眼観世音菩薩像）

護国寺の旧本尊で、地蔵院でも本尊に奉る。行基作と伝えられる、金泥黒漆塗り、高さ175 cmの等身大の千手観音像。彫りが浅く穏やかな平安時代後期の作風がみられる。九州七観音のひとつ。
- 六地蔵塔

「永正十四天丁丑八月」（1517年）の銘がある神埼市内最古の六地蔵石塔。高さ約2 m。寶淋坊（吉祥院）の修業僧が自らの死後の冥福を祈念して建立した旨が記されている。神埼市の指定文化財（重要文化財）。
その他、龍造寺信美作守貞（龍造寺隆信配下）の記名がある阿弥陀如来像、天正七年（1579年）の銘をもつ阿弥陀如来像、不動院の不動尊像、脊振山水上坊（背振千坊のひとつ）の不動明王像、文久2年（1862年）建立の備前石工による薬師如来像、山王日吉宮（日吉権現）の権現仏などを所蔵する。
なお、仁比山神社の参道入口にはかつての護国寺の山門と考えられている仁王門が残り、門の左右には2体1対の金剛力士像が鎮座する。仁王門および仁王像は神埼市の指定文化財（重要文化財）。現在、管理は仁比山神社が行っている。

## 撮影
- 2004年1月より放送のTBSテレビ『日曜劇場』 砂の器のロケ地となった。